# 達摩達河

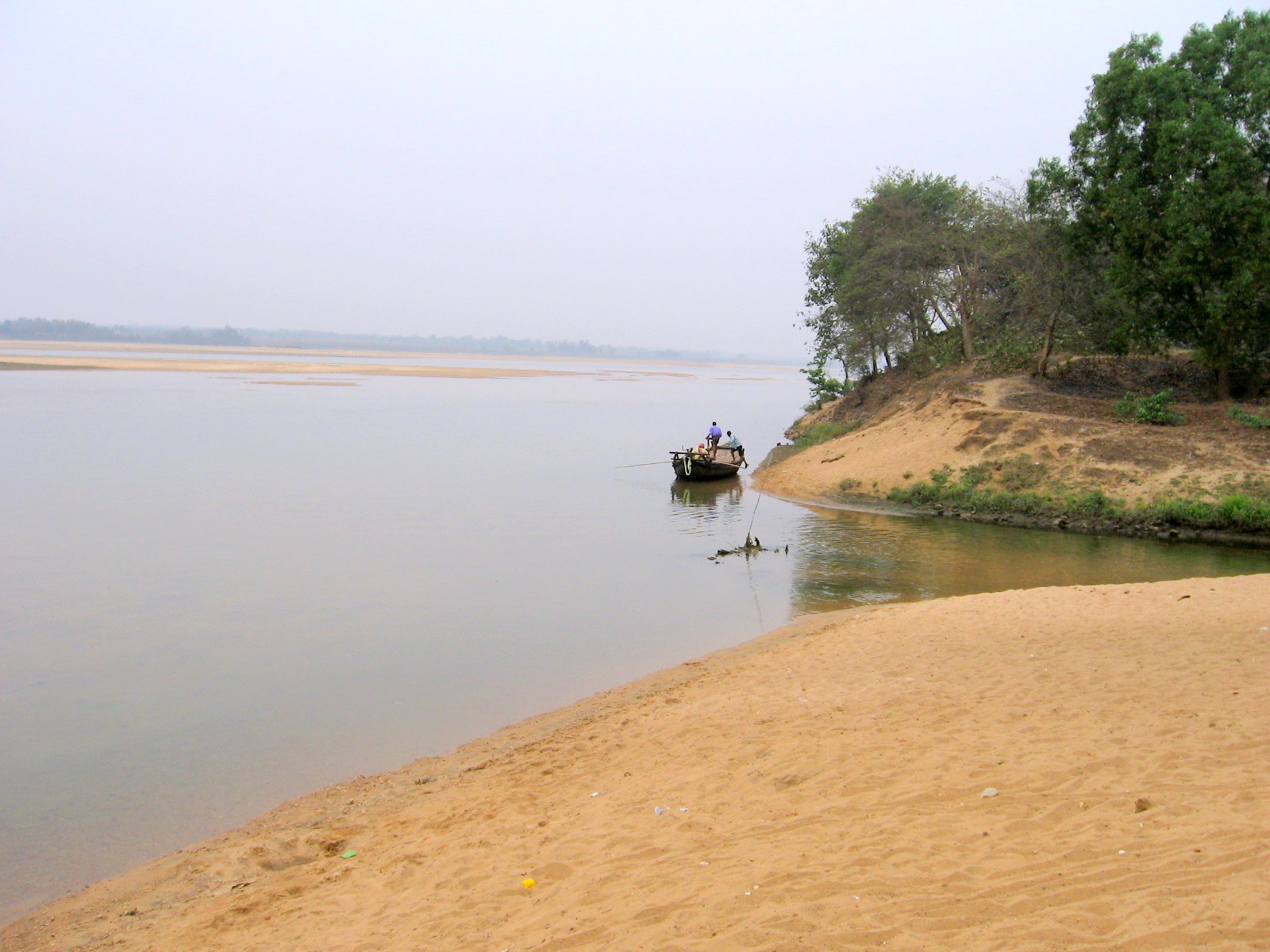
乾季的達摩達河

達摩達河（英語：Damodar River），是印度跨越賈坎德邦與西孟加拉邦的一條河流，為恆河分流胡格利河的支流。該河沿岸有豐富的礦物資源，有大型礦場與工業區。早期有「孟加拉的憂傷」之稱，源自西孟加拉平原的毀滅性洪水，今日已在中上游建了多個水壩而有所改善。